# Ricardo Ribeiro (jornalista)
Ricardo Esteves Ribeiro é um jornalista português e um dos fundadores do Fumaça. Antes de se dedicar ao jornalismo trabalhou nas startups tecnológicas Uniplaces, WalletSaver e Unbabel. Em 2016, sem experiência profissional na área, lança o podcast "É Apenas Fumaça", que se transformaria no projeto de jornalismo de investigação Fumaça. Em conjunto com Maria Almeida, foi distinguido pelo Clube dos Jornalistas com o Prémio Gazeta Revelação 2018 pela série "Palestina: Histórias de um país ocupado".
1. ↑  «Sobre Nós»
2. ↑  Mesquita, Abel Suing, Abigaíl Elizalde, Alan César Belo Angeluci, Alexandre Lenzi , Aline Cristina Camargo, Anabela Gradim, Andréia Schach Fey , Ângela Cristina Ribeiro Domingues Piazentin, Angelo Sastre, Bruno David Amoretti Aliaga, Bryan Patricio Moreno-Gudiño, Diana Rivera-Rogel, Elaine Regiane Damaceno Ribeiro, Evani Marques Pereira, Fabiana Piccinin, Felipe de Oliveira Mateus, Fernando Martínez Cabezudo, Frank Denys Capuñay Laynes, Gabriela Rita de Barros, Gabrielle Vívian Bittelbrun, Giovana Montes Celinski, Hernando Gomez Salinas, Ingrid Gomes Bassi, Jaqueline Frantz de Lara Gomes, João, Fernando Marar, Juliano Maurício de Carvalho, Liliana Sorel Fabiani Hernández, Liliane de Lucena Ito, Luciana Galhardo Batista Simon, Luciane de Fátima Giroto Rosa, Luiz Fernando Ribas , Marcello Zanluchi Surano Simon, Margarida Gandara Rauen , María José García-Orta, Mayckel Barbosa de Oliveira Camargo, Pablo Calvo de Castro, Renata Loureiro Frade, Ricardo Morais, Rodrigo Daniel Levoti Portari, Sebastián Alaniz Muñoz, Tarcineide (30 de abril de 2019). Gênero, notícia e transformação social. [S.l.]: Ria Editorial
3. ↑  «Prémios Gazeta 2018 do Clube de Jornalistas entregues pelo Presidente da República»